# جانی پالاسیوز
جانی پالاسیوز (اسپانیایی: Johnny Palacios‎؛ زادهٔ ۲۰ دسامبر ۱۹۸۶) یک بازیکن فوتبال اهل هندوراس است.
وی همچنین در تیم‌های ملی فوتبال هند هندوراس بازی کرده‌است.